# Alberto Figueroa Morales
Alberto Arturo Figueroa Morales (* 9. August 1961 in Guaynabo, Puerto Rico) ist ein puerto-ricanischer Geistlicher und römisch-katholischer Bischof von Arecibo.

## Leben
Alberto Figueroa Morales trat dem Kapuzinerorden bei, studierte Philosophie an der Päpstlichen Katholischen Universität von Puerto Rico und Katholische Theologie an der Universität Navarra in Pamplona. Am 2. Juni 1990 empfing er das Sakrament der Priesterweihe.
Neben verschiedenen Tätigkeiten in der Pfarrseelsorge studierte er Spiritualität an der Päpstlichen Universität Antonianum in Rom, wo er das Lizenziat erwarb. In seinem Orden war er als Novizenmeister und als Vizeprovinzial der Kapuziner in Puerto Rico tätig. Im Jahr 2010 verließ er den Orden und wurde in den Klerus des Erzbistums San Juan de Puerto Rico inkardiniert. Im Jahr 2016 wurde er zum Generalvikar des Erzbistums ernannt.
Am 19. November 2019 ernannte ihn Papst Franziskus zum Titularbischof von Phelbes und zum Weihbischof in San Juan de Puerto Rico. Die Bischofsweihe spendete ihm der Erzbischof von San Juan de Puerto Rico, Roberto Octavio González Nieves OFM, am 27. Dezember desselben Jahres. Mitkonsekratoren waren der Apostolische Delegat in Puerto Rico, Erzbischof Ghaleb Moussa Abdalla Bader, und der Bischof von Ponce, Rubén Antonio González Medina CMF.
Papst Franziskus bestellte ihn am 14. September 2022 zum Bischof von Arecibo. Die Amtseinführung erfolgte am 17. Oktober desselben Jahres.